# Markus Reiterberger
Markus Reiterberger (Trostberg, 9 marzo 1994) è un pilota motociclistico tedesco.
Campione Europeo Superstock 1000 nel 2018, e quattro volte campione tedesco IDM della categoria Superbike.

## Carriera
Nel 2007 e nel 2008 ha partecipato alla Red Bull MotoGP Rookies Cup.
Nel 2011 è pilota titolare nella Superstock 1000 FIM Cup, in sella ad una BMW S1000 RR del team Garnier Alpha Racing. Porta a termine tutte le gare in calendario chiudendo la stagione all'ottavo posto con 69 punti. Miglior risultato stagionale è il quarto posto ottenuto nel Gran Premio della Repubblica Ceca. Nel 2012 è nuovamente titolare nella Superstock 1000 FIM Cup, quale pilota del team Alpha Racing, che gli affida una BMW S1000 RR. Anche in questa stagione porta a termine tutte le gare in calendario, inoltre prende punti in tutti gli eventi. Chiude la stagione al sesto posto con 91 punti ottenuti, miglior risultato stagionale è il podio ottenuto nel Gran Premio di Germania. Sempre nel 2012 partecipa, in qualità di wild card, al Gran Premio di Germania di Moto2 in sella ad una MZ-RE Honda del team Cresto Guide MZ Racing, chiude la gara al venticinquesimo posto.
Nel 2013 vince il Campionato tedesco IDM nella categoria superbike. Inoltre partecipa come pilota sostitutivo all'ultima gara in calendario della Superstock 1000 FIM Cup, in sella ad una BMW S1000 RR HP4 del team BMW Motorrad GoldBet, chiudendo la gara al quinto posto. Gli undici punti ottenuti gli consentono di chiudere diciassettesimo in classifica finale. Sempre nel 2013 Reiterberger esordisce nel campionato mondiale Superbike partecipando, in qualità di wild card, al Gran Premio di Germania al Nürburgring, in sella ad una BMW S1000 RR del team Vanzon-Remeha-BMW. Prende punti sia in gara 1 che in gara 2. A fine stagione è trentaduesimo con sette punti. 
Nel 2015 ha vinto per la seconda volta il campionato IDM Superbike. Ha inoltre partecipato a due eventi della stagione 2015 nel campionato mondiale Superbike. Ha preso parte ai Gran Premi di Misano e Magny-Cours in sella ad una BMW S1000 RR del team VanZon Remeha BMW. Chiude la stagione al trentunesimo posto con sei punti ottenuti. Nel 2016 approda nel campionato mondiale Superbike come pilota titolare del team Althea BMW Racing, alla guida della BMW S1000 RR. In questa stagione è costretto a saltare in Gran Premio degli Stati Uniti a Laguna Seca a causa di una frattura da compressione della vertebra D12, rimediata nelle prime battute di gara 2 sul circuito di Misano Adriatico. Il suo posto, in questo frangente, viene preso dall'italiano Raffaele De Rosa. Chiude la stagione al sedicesimo posto in classifica piloti con ottantadue punti all'attivo.
Nel 2017 inizia la stagione con il team Althea BMW Racing, ma l'8 aprile annuncia l'interruzione del suo rapporto con la squadra per potersi riprendere completamente dall'infortunio dell'anno precedente, il suo posto viene preso da Raffaele De Rosa. Torna nel mondiale Superbike per disputare il Gran Premio di Germania al Lausitzring in sella ad una BMW S1000RR del team Van Zon Remeha BMW. Sempre in questa stagione partecipa, in qualità di wild-card, alla gara finale del campionato europeo Superstock 1000 in sella ad una BMW S1000RR del team Van Zon Remeha BMW. Dopo aver ottenuto la pole position, vince la gara con oltre cinque secondi di vantaggio sul più diretto degli inseguitori. Con questo risultato Reiterberger diventa il primo pilota tedesco a vincere una gara in questa categoria. I punti ottenuti nel mondiale Superbike invece, gli consentono di chiudere al ventesimo posto in classifica piloti. Sempre nel 2017 vince il suo terzo titolo nazionale nella Superbike IDM. 
Nel 2018 è pilota titolare nel campionato europeo Superstock 1000, con il team Alpha Racing - Van Zon - BMW. Il compagno di squadra è il connazionale Jan Bühn. Al termine della stagione si laurea campione europeo di categoria con 156 punti ottenuti e vincendo quattro delle otto gare in calendario. Con l'annuncio del ritorno ufficiale della BMW in superbike, Reiterberger viene confermato, assieme a Tom Sykes, pilota titolare per la stagione 2019 del campionato. In questa stagione è costretto a saltare il Gran Premio di Donington a causa di un'influenza. Il suo posto in squadra viene preso da Peter Hickman. Chiude la stagione al quattordicesimo posto in classifica con ottantatré punti ottenuti. Nel 2022, sempre con BMW, conquista il quarto titolo nazionale Superbike. Nel 2023 gareggia nel mondiale Endurance con il team ufficiale BMW in equipaggio con Illia Mikhalchik e Jeremy Guarnoni. Impegnato nelle gare di durata anche nel 2024, disputa un Gran Premio senza ottenere punti nel campionato tedesco. In questa stagione inoltre, è chiamato a sostituire l'infortunato Toprak Razgatlıoğlu al Cremona Circuit nel mondiale Superbike laddove conquista tre punti.

## Risultati in gara

### Motomondiale
| 2012 | Classe | Moto        |  |  |  |  |  |  |  |    |  |    |  |  |  |  |  |  |  |  | Punti | Pos. |
| ---- | ------ | ----------- |  |  |  |  |  |  |  | -- |  | -- |  |  |  |  |  |  |  |  | ----- | ---- |
| 2012 | Moto2  | MZ-RE Honda |  |  |  |  |  |  |  | 25 |  | NE |  |  |  |  |  |  |  |  | 0     |      |

| Legenda | 1º posto        | 2º posto            | 3º posto            | A punti      | Senza punti        | Grassetto – Pole position Corsivo – Giro più veloce |
| Legenda | Gara non valida | Non qual./Non part. | Ritirato/Non class. | Squalificato | '-' Dato non disp. | Grassetto – Pole position Corsivo – Giro più veloce |

### Campionato mondiale Superbike
| 2013 | Moto |  |  |  |  |  |  |  |  |  |  |  |  |  |  |  |  |  |  |    |    |  |  |  |  |  |  |  |  | Punti | Pos. |
| ---- | ---- |  |  |  |  |  |  |  |  |  |  |  |  |  |  |  |  |  |  | -- | -- |  |  |  |  |  |  |  |  | ----- | ---- |
| 2013 | BMW  |  |  |  |  |  |  |  |  |  |  |  |  |  |  |  |  |  |  | 13 | 12 |  |  |  |  |  |  |  |  | 7     | 32º  |

| 2015 | Moto |  |  |  |  |  |  |  |  |  |  |  |  |  |  |    |    |  |  |  |  |  |  |    |    |  |  |  |  | Punti | Pos. |
| ---- | ---- |  |  |  |  |  |  |  |  |  |  |  |  |  |  | -- | -- |  |  |  |  |  |  | -- | -- |  |  |  |  | ----- | ---- |
| 2015 | BMW  |  |  |  |  |  |  |  |  |  |  |  |  |  |  | 16 | 13 |  |  |  |  |  |  | 21 | 13 |  |  |  |  | 6     | 31º  |

| 2016 | Moto |     |   |   |   |    |    |   |    |    |    |     |    |    |    |   |     |     |     |     |     |    |    |   |    |     |    |  |  | Punti | Pos. |
| ---- | ---- | --- | - | - | - | -- | -- | - | -- | -- | -- | --- | -- | -- | -- | - | --- | --- | --- | --- | --- | -- | -- | - | -- | --- | -- |  |  | ----- | ---- |
| 2016 | BMW  | Rit | 8 | 5 | 7 | 14 | 15 | 7 | 16 | 13 | 12 | Rit | 10 | 11 | 16 | 6 | Rit | Inf | Inf | Rit | Rit | 17 | 12 | 9 | 14 | Rit | 15 |  |  | 82    | 16º  |

| 2017 | Moto |    |    |    |    |    |    |  |  |  |  |  |  |  |  |  |  |    |   |  |  |  |  |  |  |  |  |  |  | Punti | Pos. |
| ---- | ---- | -- | -- | -- | -- | -- | -- |  |  |  |  |  |  |  |  |  |  | -- | - |  |  |  |  |  |  |  |  |  |  | ----- | ---- |
| 2017 | BMW  | 12 | 13 | 14 | 10 | 12 | 16 |  |  |  |  |  |  |  |  |  |  | 13 | 9 |  |  |  |  |  |  |  |  |  |  | 29    | 20º  |

| 2019 | Moto |    |    |    |    |    |    |     |     |    |   |    |   |    |    |    |    |    |    |    |    |    |     |     |     |    |    |    |    |    |    |    |    |    |    |    |    |   |    |    |  |  |  | Punti | Pos. |
| ---- | ---- | -- | -- | -- | -- | -- | -- | --- | --- | -- | - | -- | - | -- | -- | -- | -- | -- | -- | -- | -- | -- | --- | --- | --- | -- | -- | -- | -- | -- | -- | -- | -- | -- | -- | -- | -- | - | -- | -- |  |  |  | ----- | ---- |
| 2019 | BMW  | 13 | 12 | 12 | 14 | 14 | 11 | Rit | Rit | 15 | 6 | AN | 6 | 10 | 10 | AN | 11 | 15 | 12 | 15 | 13 | 11 | Inf | Inf | Inf | 15 | 12 | 13 | 12 | 14 | 13 | 16 | 17 | 15 | 11 | 17 | 16 | 8 | 15 | 14 |  |  |  | 83    | 14º  |

| 2024 | Moto |  |  |  |  |  |  |  |  |  |  |  |  |  |  |  |  |  |  |  |  |  |  |  |  |    |    |    |  |  |  |  |  |  |  |  |  |  |  |  |  |  |  | Punti | Pos. |
| ---- | ---- |  |  |  |  |  |  |  |  |  |  |  |  |  |  |  |  |  |  |  |  |  |  |  |  | -- | -- | -- |  |  |  |  |  |  |  |  |  |  |  |  |  |  |  | ----- | ---- |
| 2024 | BMW  |  |  |  |  |  |  |  |  |  |  |  |  |  |  |  |  |  |  |  |  |  |  |  |  | 14 | 16 | 15 |  |  |  |  |  |  |  |  |  |  |  |  |  |  |  | 3     | 26º  |

| Legenda | 1º posto        | 2º posto            | 3º posto           | A punti      | Senza punti        | Grassetto – Pole position Corsivo – Giro più veloce |
| Legenda | Gara non valida | Non qual./Non part. | Ritirato/Non class | Squalificato | '-' Dato non disp. | Grassetto – Pole position Corsivo – Giro più veloce |